# Roger Frappier
Roger Frappier (Saint-Joseph-de-Sorel, 14 aprile 1945) è un produttore cinematografico canadese del Québec.

## Biografia
Esordisce negli anni settanta realizzando documentari e facendo da aiuto regista a Claude Jutra e Gilles Carle. Dopo essersi confrontato con Denys Arcand sullo stato dell'industria cinematografica quebecchese, Frappier decide di adoperarsi per risollevarlo: «all'epoca riuscivamo a girare un film ogni quattro anni. Non ce la facevo più a girare e poi passare tre anni alla ricerca di un altro progetto. I produttori erano pochi. Mi sono detto: "Diventerò io stesso il produttore che avrei sempre voluto"».
Comincia a lavorare alla National Film Board of Canada, diventandone nel 1984 il direttore della produzione di fiction. Dal suo mandato emergono una serie di drammi urbani autoriali e moderni, tra cui soprattutto Il declino dell'impero americano (1986) di Arcand, il cui successo lancia definitivamente la sua carriera. Lo stesso anno, Frappier lascia la produzione statale per fondare la casa di produzione Max Films assieme a Pierre Gendron. Con essa produce altri film di alto profilo nazionale, tra cui Jésus de Montréal, opera successiva di Arcand che, come già il Declino, viene candidato all'Oscar al miglior film straniero. 
Le sue produzioni l'hanno reso nel corso degli anni una figura chiave del cinema del Québec e quindi di quello canadese, specie nella scoperta e nella coltivazione di nuovi talenti. Ha infatti fortemente voluto il film collettivo Cosmos (1996), con lo scopo di «trovare una nuova generazione [di cineasti] e fargli avere accesso a una loro visione, al loro tempo sullo schermo». Dei sei registi che vi hanno partecipato, il più affermato si è dimostrato essere Denis Villeneuve, di cui Frappier ha prodotto i primi due lungometraggi. Nel 2003 ha prodotto la commedia La grande seduzione, rivelatasi il secondo film quebecchese di maggior incasso di sempre.

## Filmografia parziale

### Produttore
- Cordélia, regia di Jean Beaudin (1980)
- Le Confort et l'Indifférence, regia di Denys Arcand – documentario (1981)
- Anne Trister, regia di Léa Pool (1986)
- Pouvoir intime, regia di Yves Simoneau (1986)
- Il declino dell'impero americano (Le Déclin de l'empire américain), regia di Denys Arcand (1986)
- Zoo di notte (Un zoo la nuit), regia di Jean-Claude Lauzon (1987)
- Jésus de Montréal, regia di Denys Arcand (1989)
- La natura ambigua dell'amore (Love & Human Remains), regia di Denys Arcand (1993)
- Cosmos, regia di Jennifer Alleyn, Manon Briand, Marie-Julie Dallaire, Arto Paragamian, André Turpin e Denis Villeneuve (1996)
- Un 32 août sur terre, regia di Denis Villeneuve (1998)
- Maelström, regia di Denis Villeneuve (2000)
- Père et fils, regia di Michel Boujenah (2003)
- La grande seduzione (La Grande Séduction), regia di Jean-François Pouliot (2003)
- Les Filles du botaniste, regia di Dai Sijie (2006) - co-produttore
- Borderline, regia di Lyne Charlebois (2008)
- Marécages, regia di Guy Édoin (2011) - produttore esecutivo
- The Grand Seduction, regia di Don McKellar (2013)
- Ville-Marie, regia di Guy Édoin (2015)
- Two Lovers and a Bear, regia di Kim Nguyen (2016)
- Hochelaga, terre des âmes, regia di François Girard (2017)
- Il potere del cane (The Power of the Dog), regia di Jane Campion (2021)

### Attore
- Réjeanne Padovani, regia di Denys Arcand (1973)
- L'Invitation aux images, regia di Jocelyn Barnabé – documentario (2003)

## Riconoscimenti
- BAFTA
  - 1991 – Candidatura al miglior film non in lingua inglese per Jésus de Montréal
- Genie Award
  - 1987 – Miglior film per Il declino dell'impero americano
  - 1988 – Miglior film per Zoo di notte
  - 1990 – Miglior film per Jésus de Montréal
  - 2001 – Miglior film per Maelström
  - 2004 – Candidatura al miglior film per La grande seduzione
- Premio Oscar

2022 – Candidatura al miglior film per Il potere del cane